# Флаг муниципального округа Капотня
Флаг муниципального округа Капо́тня в Юго-Восточном административном округе города Москвы Российской Федерации — опознавательно-правовой знак, служащий официальным символом муниципального образования.
Ныне действующий флаг был утверждён 18 марта 2004 года как флаг муниципального образования Капотня.
Законом города Москвы от 11 апреля 2012 года № 11, муниципальное образование Капотня было преобразовано в муниципальный округ Капотня.
Решением Совета депутатов муниципального округа Капотня от 24 октября 2019 года № 43/5 флаг муниципального образования Капотня был утверждён флагом муниципального округа Капотня.
Флаг внесён в Государственный геральдический регистр Российской Федерации с присвоением регистрационного номера 12765.

## Описание
23 апреля 2002 года, распоряжением префекта Юго-Восточного административного округа в городе Москве № 1046, был утверждён флаг района Капотня:

Флаг района Капотня представляет собой жёлтое прямоугольное двухстороннее полотнище с соотношением сторон как 2:3. В центре полотнища изображение чёрной капли с наложенным на неё жёлтым яблоневым деревом с корнями и семью яблоками на ветвях. Габаритные размеры чёрной капли составляют 7/8 ширины и 11/24 длины полотнища.

18 марта 2004 года, решением муниципального Собрания внутригородского муниципального образования Капотня № 4/1, был утверждён новый флаг муниципального образования:

Флаг муниципального образования Капотня представляет собой двустороннее, прямоугольное полотнище с соотношением сторон 2:3.
Полотнище состоит из трёх вертикальных полос: голубой, жёлтой и голубой. Ширина центральной жёлтой полосы составляет 3/5 длины полотнища, голубые полосы равновелики.
В центре полотнища помещено изображение чёрной капли с наложенной на неё жёлтой яблоней с семью яблоками на ветвях и корнями. Габаритные размеры изображения составляют 2/5 длины и 3/4 ширины полотнища.

24 октября 2019 года, решением Совета депутатов муниципального округа Капотня от № 43/5, описание флага было незначительно изменено:

Флаг муниципального округа Капотня представляет собой двустороннее, прямоугольное полотнище с соотношением сторон 2:3.
Полотнище состоит из трёх вертикальных полос: голубой, жёлтой и голубой. Ширина центральной жёлтой полосы составляет 3/5 длины полотнища, голубые полосы равновеликие.
В центре полотнища помещено изображение чёрной капли, обременённой жёлтой яблоней с корнями и семью плодами на ветвях. Габаритные размеры изображения составляют 2/5 длины и 3/4 ширины полотнища.

## Обоснование символики
Современный муниципальный округ Капотня расположен на Юго-Востоке города Москвы, на левом берегу Москвы-реки. Рабочий посёлок Капотня из состава Московской области был присоединен к территории столицы в 1960 году.
Первое упоминание об этой местности встречается в духовной грамоте 1336 года, согласно которой Московский князь Иван Калита завещал старшему сыну село Капотненское, насчитывающее в то время 150 крестьянских дворов. За более чем 600-летнюю историю Капотня постоянно изменялась (в 1336 года — село, с 20-х годов XVII века — стан, с 1918 года — посёлок, с 1954 года — рабочий посёлок, с 1960 года — территория столицы, с 1995 года — район города, а с 2003 года — муниципальное образование). Из рабочей окраины Москвы Капотня постепенно превратилась в современный столичный район с развитой промышленностью и инфраструктурой, на что, аллегорически указывает золотое поле герба.
Жёлтый цвет (золото) — символизирует величие, уважение, великолепие, богатство.
Фигура в виде чёрной капли в центре полотнища — символ нефти, которая перерабатывается на одном из крупнейших в России Московском нефтеперерабатывающем заводе. Завод был введён в эксплуатацию 1 апреля 1938 года. Вокруг МНПЗ, благодаря его успешному развитию и выпуску высококачественной продукции, выросла и продолжает развиваться Капотня.
Чёрный цвет — символизирует благоразумие, мудрость, скромность и честность.
Голубые полосы символизируют Москву-реку, как Юго-Западную границу муниципального округа Капотня.
Голубой цвет (лазурь) — символ возвышенных устремлений, искренности, преданности, возрождения.
Золотая яблоня с корнями — символ процветания муниципального образования, аллегорически показывает историческое единение природных и человеческих сил, традиций по созданию и развитию территории муниципального округа Капотня, имеющего богатую историю.
Плоды яблони указывают на результаты неустанного труда жителей муниципального образования.
В сочетании с чёрной каплей золотая яблоня обозначает ещё и располагающийся на территории Капотни крупнейший в Москве специализированный рынок «Садовод».